# Layla
"Layla" é uma canção da banda de blues rock Derek and the Dominos, a décima terceira faixa de seu álbum Layla and Other Assorted Love Songs, lançado em dezembro de 1970. É considerada uma das canções românticas definitivas do rock, apresentando uma estrutura de guitarras característica tocada por Eric Clapton e Duane Allman, e um coda de piano que engloba a segunda metade da canção. Seus célebres movimentos contrastantes foram compostos separadamente por Clapton e Jim Gordon.
A letra da música foi inspirada pelo amor de Eric Clapton por Pattie Boyd, esposa de seu amigo George Harrison, em 1969. Na mesma época, um amigo do compositor lhe presenteou com um livro sobre a lenda persa Laila e Majnun, que narra a história de um jovem que se apaixona por uma mulher indisponível e enlouquece devido à impossibilidade de se casar com ela. Clapton reconheceu paralelos entre sua própria situação e a trama, o que o levou a incorporar essa narrativa à criação da letra.
"Layla" a princípio não obteve sucesso, mas com o tempo alcançou reconhecimento da crítica e do público. Duas versões chegaram às paradas de sucesso, a primeira em 1972, e que voltou a ter sucesso em 1982, e uma segunda em uma versão acústica quando do Unplugged de Eric Clapton. Em 2004, foi listada na 27ª posição da lista de "500 Melhores Canções de Todos os Tempos" da revista Rolling Stone. A versão acústica venceu o Grammy de "Melhor Canção de Rock" em 1993.

## Performance nas Paradas Musicais
| Paradas (1972,82,92)      | Melhor posição |
| ------------------------- | -------------- |
| Australian ARIA Charts    | 7              |
| Canadian RPM Top Singles  | 9              |
| Irish Singles Chart       | 4              |
| New Zealand Singles Chart | 2              |
| Polish Singles Chart      | 10             |
| U.K. Singles Chart        | 4              |
| Billboard Hot 100         | 10             |